# Creu del Maset del Lleó
La Creu del Maset del Lleó és una creu de terme de Subirats (Alt Penedès) inclosa a l'Inventari del Patrimoni Arquitectònic de Catalunya.

## Descripció
La creu és sustentada per una columna estriada de pedra rematada per un capitell quadrangular molt desgastat. La creu és de ferro forjat i resta clavada a la part superior central. Es tracta d'una creu llatina, de barra de secció quadrada, amb el braços remats per formes lanceolades. A la zona entre els braços s'han encabit unes formes decoratives cargolades de ferro forjat. La columna té una alçada de 1,70 m. i la creu uns 70 cm.